# Pierre Palliot

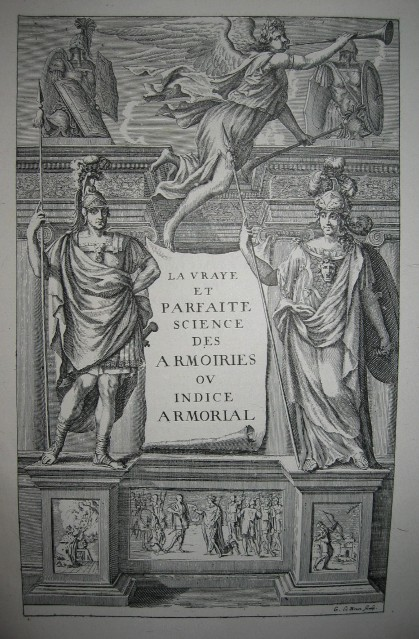
Palliot, La Vraye et parfaite science des armoiries (Párizs, 1660) című művének címlapja

Pierre Palliot (Párizs, 1608. március 19. – Dijon, 1698. április 5.) burgundiai, közelebbről dijoni nyomdász és kiadó, heraldikus, genealógus, történész és különféle művek szerzője. 
Legkésőbb 1643-tól királyi nyomdász (azonban a címet önkényesen már 1635-től is használta), egyúttal de Langres herceg-püspök nyomdásza. Párizsból származott, ahol rézmetszőként működött. Nicolas Spirinx, dijoni rézmetsző, nyomdász és kiadó veje. Munkásságát veje, Louis Secard folytatta.
1687-ben megírta a burgundiai Espiard köznemesi család genealógiáját. Címertani művét Philipp Jacob Spener is gyakran idézte. Az egyházi heraldikában neki tulajdonítják a papi rangjelölő eszközök bevezetést, melynek rendszerét Compain írásaiból merítette. Kritizálta a jogtalan címerviselést és a sematikus címerek létrehozását.

## Művei
- Palliot, Pierre: La Vraye et parfaite science des armoiries, ou l'Indice armorial de feu maistre Louvan Géliot,… augmenté de nombres de termes et enrichy de grande multitude d'exemples des armes des familles tant françoises qu'estrangères… par Pierre Palliot,… [Texte imprimé]. – Dijon : P. Palliot ; Paris : J. Guignard le père, 1660. – In-fol., pièces limin., 678 p. et la table, fig., planche et frontisp. gr.

- Palliot kiegészítésével: La vraye et parfaite science des armoiries, ov l'Indice armorial de fev maistre Lovvan Geliot, advocat av Parlement de Bovrgongne : Apprenant, et expliqvant sommairement les mots & figures dont on se sert au blason des armoiries, & l'origine d'icelles / Avgmenté de nombre de termes, et enrichy de grande multitude d'exemples des Armes des familles tant Françoise qu'estrangeres; des Institutions des Ordres, et de leurs Colliers; des marques des Dignités et Charges; des ornemens des Escus; de l'Office des Roys, des Hérauds, et des Poursuiuans d'Armes; et autres curiosités despendantes des Armoiries … Par Pierre Palliot … Dijon : Chez l'Autheur … ; & A Paris : chez Frederic Leonard …, 1664

- Palliot, Pierre: Dessein ou Idée historique et généalogique du duché de Bourgogne, projeté par Pierre Palliot,… généalogiste dudit duché [Texte imprimé]. – [S. l.], 1664. – 8 p. ; in-24.

- Le parlement de Bourgogne, son origine, son établissement et son progrès [Texte imprimé], avec les noms, sur-noms, qualités, armes et blasons, des présidents, chevaliers, conseillers, avocats et procureurs généraux, et greffiers, qui y ont été jusques à présent, par Pierre Palliot,…. – Dijon : P. Palliot, 1649. – 378 p. : frontisp., fig. et titre gr. ; in-fol.

- La Généalogie et les alliances de la maison d'Amanzé au comté de Masconnois… dressée sur titres… par le sieur d' Hozier ; avec les preuves et quelques additions mises par Pierre Palliot,… [Texte imprimé]. – Dijon : P. Palliot, 1659. – In-fol.

- La Généalogie et les alliances de la maison d'Amanzé, au comté de Masconnois… par le sieur d'Hozier,… avec les preuves et quelques additions mises par Pierre Palliot,… [Texte imprimé]. – Dijon : Palliot, 1659. – 2 parties en 1 vol. in-fol., fig.

- Histoire généalogique des comtes de Chamilly, de la maison de Bouton, au duché de Bourgongne, dans le bailliage de Châlon, issue de celle de Jauche, du duché de Brabant ; justifiée par divers titres particuliers d'églises, tombeaux, épitaphes, etc. [Texte imprimé]. Par Pierre Palliot. – Dijon : chez l'auteur, 1671. – In-fol.

- Palliot, Pierre: Histoire généalogique des comtes de Chamilly, de la maison de Bouton, au duché de Bourgongne, dans le bailliage de Chalon… justifiée par divers titres particuliers d'églises, tombeaux, épitaphes… par Pierre Palliot,… [Texte imprimé]. – Dijon : l'autheur ; Paris : H. Josset, 1671. – In-fol., pièces limin., 336 p., fig., például et tableau.

- Palliot, Pierre: Preuves de l'histoire généalogique de la maison de Bouton, au duché de Bourgongne, dans le bailliage de Chalon, tirées de divers trésors particuliers… par Pierre Palliot,… [Texte imprimé]. – Dijon : l'autheur, 1665. – In-fol., 212 p. et la table, fig.

- Palliot, Pierre: Tabula geographica Europae. [Europae et Africae, Asiae et Americae.] [Texte imprimé]. – Divione : apud P. Palliot, 1644. – 3 tableaux en 6 ff. in-fol.

## Kapcsolódó szócikk
- Louvan Géliot